# Alicia en el país de las maravillas (película de 1949)
Alicia en el país de las maravillas (en francés Alice au pays des merveilles) es una película francesa de 1949 siendo la quinta película basada en la obra Las aventuras de Alicia en el país de las maravillas de Lewis Carroll. Dirigida por Dallas Bower, la película mezcla acción real (con Carol Marsh como Alicia, Stephen Murray como Lewis Carroll y Raymond Bussières como el Sastre) y técnica de Stop motion con marionetas creadas por Lou Bunin.
El resto de actores de la producción solo aparecen en las escenas de acción real, sin embargo aportan sus voces a los personajes del País de las Maravillas. Las escenas que contraponen Inglaterra con el País de las Maravillas son una reminiscencia de las escenas entre Kansas y el país de Oz en el Mago de Oz, en las que se da a entender que los personajes reales tienen su homólogo en el País de las Maravillas. Sirva de ejemplo la actriz Pamela Brown, que interpreta a la hermana de Alicia y pone la voz de la Reina de Corazones, Stephen Murray, que interpreta a Lewis Carroll presta su voz a la Sota de Corazones o Felix Aymer, que interpreta al doctor Liddell, padre de Alice Liddell (la niña que inspiró a Carroll para su Alicia) y presta su voz al Gato de Cheshire.

## Argumento
La historia comienza con Lewis Carroll fotografiando la iglesia de Oxford junto a las tres hermanas Liddell: Alice, Lorina y Edith. Es entonces cuando entra en escena la mismísima Reina Victoria, tras la visita de la monarca, Carroll lleva a las tres hermanas en un paseo en barca por el Támesis, y entonces comienza a contarles una historia repleta de alocados personajes.
Mientras le escucha, Alicia se queda dormida en la barca y sueña que persigue a un conejo blanco por su madriguera. A través de ella cae a una enorme sala con puertas, y después de menguar y aumentar su tamaño varias veces, consigue llegar a una reunión en la que están tomando parte un dodo, un ratón y otros muchos animales. Luego llega a la casa del Conejo, donde causa serios problemas hasta llegar a destrozar la vivienda. Entonces, el Conejo recibe la visita de los Soldados Naipe, quienes vienen anunciando que las tartas de la Reina han sido robadas. El Conejo, furioso porque Alicia ha destruido su casa, sentencia que ella es la ladrona.
Desde ese momento comienza una persecución durante la cual Alicia conoce a personajes como la Oruga, la Duquesa, el Gato de Cheshire, el Sombrerero Loco o la Liebre de Marzo. Alicia sigue huyendo y llega al jardín de la Reina, donde, después de haber charlado con el Grifo y la Tortuga Artificial, es llevada a juicio. La Sota de Corazones, quien en esta historia es el verdadero ladrón de las tartas, engaña a los Reyes fingiendo llamarse Alicia.
Después de un desconcertante proceso judicial, Alicia se despierta y descubre que se encuentra de nuevo en la barca del Támesis, donde, justo en ese momento, Lewis Carroll acaba de terminar de contar su peculiar historia.

## Disputa con Disney
La película no tuvo demasiada repercusión en su estreno en Estados Unidos debido a una disputa legal con los estudios Walt Disney, que estaba preparando su propio largometraje sobre Alicia al mismo tiempo que Bowers dirigía su película. Disney presentó una demanda para impedir el estreno de la versión inglesa de la película en Estados Unidos, un caso que fue largamente seguido por la revista Time. La compañía que estrenó la versión inglesa de la película acusó a Disney de intentar aprovecharse de la película de Bower estrenando su versión casi al mismo tiempo (ambas se estrenaron en 1951) para minimizar su repercusión.
Ambas versiones fracasaron en Estados Unidos, pero Disney se encargó de mantener viva su versión editándola para la televisión como parte de sus series Disneyland (Walt Disney anthology television series) y lanzando dos discos basados en la película. La versión de Disney alcanzaría el rango de clásico y fue reestrenada en los años 80. La versión inglesa de la película de Bowers también fue vendida a la televisión, pero solo a canales locales.